# Brik (pieróg)

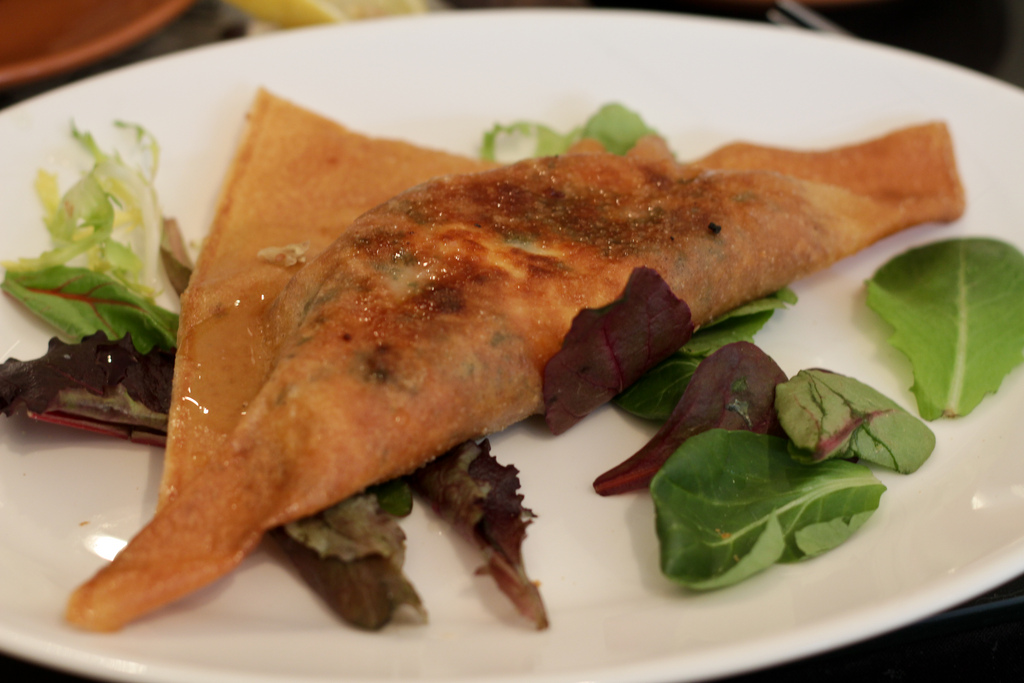

Brik – trójkątny pieróg z nadzieniem z warzyw, baraniny lub tuńczyka i koniecznie jajkiem. Specjalność kuchni tunezyjskiej.